# Верхняя Шунда
Верхняя Шунда — река в России, протекает в Бабушкинском районе Вологодской области. Устье реки находится в 362 км по левому берегу реки Унжа. Длина реки составляет 11 км.
Исток Верхней Шунды расположен в лесном массиве близ границы с Костромской областью в 16 км к востоку от посёлка Кунож (Юркинское сельское поселение).
Верхняя Шунда течёт на северо-запад по ненаселённому лесному массиву, крупных притоков нет. Впадает в Унжу в 10 км к северо-востоку от посёлка Кунож.

## Данные водного реестра
По данным государственного водного реестра России относится к Верхневолжскому бассейновому округу, водохозяйственный участок реки — Унжа от истока и до устья, речной подбассейн реки — Бассей притоков Волги ниже Рыбинского водохранилища до впадения Оки. Речной бассейн реки — (Верхняя) Волга до Куйбышевского водохранилища (без бассейна Оки).
Код объекта в государственном водном реестре — 08010300312110000014863.